# Lactobacil
Lactobacilii (Lactobacillus) (din latina lac, lactis = lapte + bacillus = bastonaș, bețișor) sunt un gen de bacterii Gram-pozitive anaerobe din familia lactobacilaceelor (Lactobacillaceae), în formă de bacili, capabile să se dezvolte în mediu acid. Sunt germeni nesporulați și în cea mai mare parte imobili. 
Fermentează carbohidrații cu producere de acid lactic, prin reacția: glucoza → acid piruvic → acid lactic.  Acidul lactic inhibă în mare parte dezvoltarea celorlalte bacterii, inclusiv a celor patogene.
Lactobacilii se întâlnesc mai ales în produsele alimentare fermentate, dar și în tractul gastro-intestinal și în vagin (bacilul Döderlein). Lactobacilii au un rol important în industria alimentară în producerea brânzeturilor, iaurtului și a altor produse lactate. 
Bacilul Döderlein face parte din flora vaginală; între gazdă și bacilul Döderlein, exista o relație de comensalism: celulele vaginale furnizează glucoză pentru acest bacil, care la rândul lui produce acid lactic, prevenind astfel creșterea speciilor bacteriene patogene.
Lactobacillus acidophilus este prezent în flora intestinală și vaginală normală și este folosit ca probiotic pentru refacerea florei vaginale sau florei intestinale în cursul și după tratamente cu antibiotice. 
Lactobacillus odontolyticus pare să fie unul dintre agenții ce cauzează caria dentară.